# Soliva anthemifolia
Soliva anthemifolia là một loài thực vật có hoa trong họ Cúc. Loài này được (Juss.) R.Br. ex Less. miêu tả khoa học đầu tiên năm 1832.